# Agathia prasina
Agathia prasina är en fjärilsart som beskrevs av Swinhoe 1893. Agathia prasina ingår i släktet Agathia och familjen mätare. Inga underarter finns listade i Catalogue of Life.